# اس‌اس فرانس (۱۹۱۰)
اس‌اس فرانس (۱۹۱۰) (به انگلیسی: SS France (1910)) یک کشتی بود که طول آن ۲۱۷ متر (۷۱۲ فوت) بود. این کشتی در سال ۱۹۱۰ ساخته شد.